# Edelstal
Edelstal is een gemeente in de Oostenrijkse deelstaat Burgenland, gelegen in het district Neusiedl am See (ND). De gemeente heeft ongeveer 600 inwoners.

## Geografie
Edelstal heeft een oppervlakte van 5,9 km². Het ligt in het uiterste oosten van het land.
Andau · Apetlon · Bruckneudorf · Deutsch Jahrndorf · Edelstal · Frauenkirchen · Gattendorf · Gols · Halbturn · Illmitz · Jois · Kittsee · Mönchhof · Neudorf bei Parndorf · Neusiedl am See · Nickelsdorf · Pama · Pamhagen · Parndorf · Podersdorf am See · Potzneusiedl · Sankt Andrä am Zicksee · Tadten · Wallern im Burgenland · Weiden am See · Winden am See · Zurndorf
- Gemeinsame Normdatei: 4798943-9
- Virtual International Authority File: 243885509
- WorldCat: E39PCjvvqByJqxkwkRPKmmmmkC